# Edifici del Banc de Reus
L'Edifici del Banc de Reus és un edifici a Reus (Baix Camp) inclòs en l'Inventari del Patrimoni Arquitectònic de Catalunya. A partir de l'any 1950 hi havia hagut una sucursal del Banc Central, i al casal també se'l coneix amb aquest nom.

## Descripció
És un edifici cantoner de dues plantes. La composició de la façana és simètrica, sobre dos semipilars que ordenen tres espais corresponents a les tres obertures. Sobre els arcs de mig punt de la planta baixa se situa recolzat sobre una mènsula un balcó corregut que divideix horitzontalment les dues meitats de la façana. Els elements d'interès de la part superior són tres frontons triangulars sobre cadascuna de les llindes de les obertures. El balcó del primer pis disposa de ferro forjat en les baranes, formant diversos dibuixos. Com a remat de la façana hi ha una cornisa amb divuit mènsules. A continuació hi ha tot un mur de pedra a la part central amb una sèrie d'elements clàssics que envolten un rellotge. Als laterals hi ha uns ampits que tenen dotze balustres per costat.

## Història
El Banc de Reus va ser fundat el 1862 per iniciativa de Macià Vila, Pere Òdena Josep M. Pàmies, Antoni Llorens i Joan Grau Company. El solar va ser adquirit pel Banc el 1872 i la façana de l'edifici és del 1877. El Banc de Reus va ser arrossegat per la fallida del Banc de Catalunya el 1931. El 1933 va passar a ser Banc Hispano-Colonial, que el 1950 va ser absorbit pel Banc Central. Actualment té usos comercials.